# Шмай-Крейцберг, Аврамий Иосифович
Аврамий Иосифович Шмай-Крейцберг (1894 — 1936) — советский военачальник, командир бронепоезда № 6, комбриг (1935).

## Биография
Участник Первой мировой войны.
Во время Гражданской войны летом 1918 года А. И. Шмай был назначен командиром бронепоезда № 6, построенного в Петрограде, на Путиловском заводе. В июле 1918 года бронепоезд направляется в Ярославль для подавления мятежа, поднятого белогвардейцами из Союза защиты Родины и Свободы. Бронепоезд прибыл 16 июля 1918 года и оказал большую помощь красноармейцам. Мятеж был подавлен.

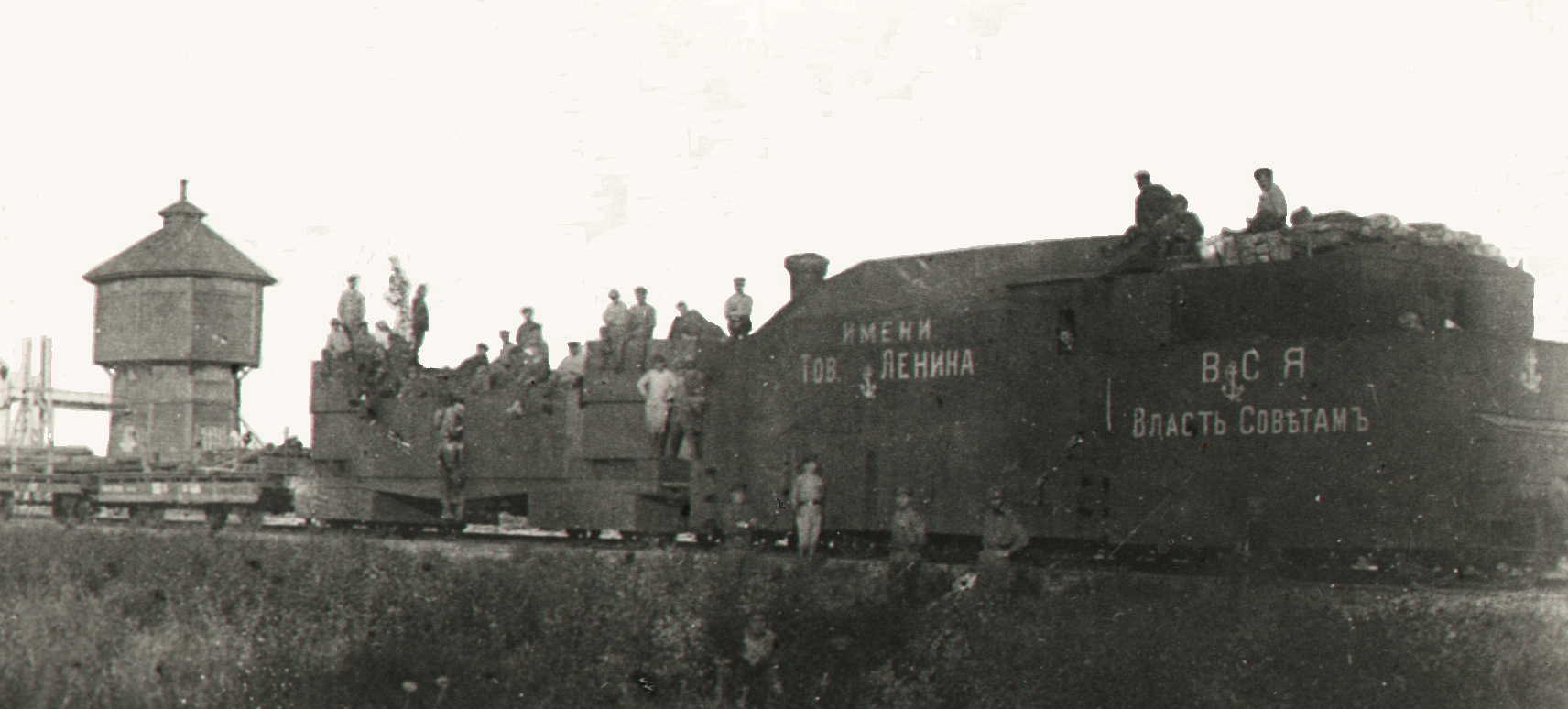
Бронепоезд № 6 имени тов. Ленина на станции Карамышево летом 1919 года.

После этого бронепоезд переоборудовался на Сормовском заводе. По решению команды в сентябре 1918 года бронепоезду присвоили название «Имени тов. Ленина». Через четыре месяца, в конце октября 1918 года, бронепоезд был готов. В середине ноября команда бронепоезда участвовала в подавлении восстания в Гжатском уезде Смоленской губернии. Осенью 1918 года бронепоезд переместился на Южный фронт, в распоряжение 12-й дивизии 8-й армии, на борьбу с войсками генералов Деникина и Краснова.
12 марта 1919 года бронепоезд прибыл для ремонта в Луганск, но ремонт орудий здесь провести не смогли, пришлось уходить в Петроград. В мае началось наступление Северного корпуса, наспех отремонтированному бронепоезду пришлось защищать Петроград. Два месяца бронепоезд под командованием А. И. Шмая сражался под Псковом. Его артиллерия поддерживала красноармейцев, ведущих бои с Северо-Западной армией. Когда требовалось, бойцы бронепоезда участвовали в боях в качестве пехоты. В результате контрнаступления белогвардейцы были отброшены от Петрограда. Когда линия фронта стабилизировалась, бронепоезд продолжил ремонт.
Осенью 1919 года Северо-Западная армия генерала Юденича при поддержке вооружённых сил Эстонии и военно-морского флота Великобритании вновь попыталась овладеть Петроградом. Бронепоезд А. И. Шмая снова попал на передовую прямо из ремонтного цеха. После нескольких суток беспрерывных боев в районе Ямбург бронепоезд отошел к Гатчине. 22-23 октября шли ожесточенные бои за Пулковские высоты, бронепоезд имени Ленина действовал в авангарде. Белогвардейцев удалось отбросить, и РККА перешла в контрнаступление, во время которого бронепоезд А. И. Шмая участвовал в боях за Тосно, за Николаевскую железную дорогу и за станцию Александровская.
В ноябре 1920 года бронепоезд перевели на Юго-Восточный, а затем на Южный фронт, где он находился в действующих частях до конца гражданской войны.
После окончания Гражданской войны, в 1921 году А. И. Шмай был назначен начальником бронечастей 4-й армии.
22 декабря 1929 года А. И. Шмай был назначен начальником броневых командных курсов РККА, в октябре 1930 года курсы были реорганизованы в бронетанковые курсы усовершенствования и переподготовки командного состава РККА имени тов. Бубнова. А. И. Шмай возглавлял курсы до самой смерти.
Умер Аврамий Иосифович в 1936 году в Ленинграде. Похоронен на Коммунистической площадке (ныне Казачье кладбище) Александро-Невской лавры.

Могила Шмая на Казачьем кладбище Александро-Невской лавры Санкт-Петербурга.

## Звания
- комбриг (26.11.35)

## Награды
- Орден Красного Знамени — 1921 (Приказ РВСР № 66)